# Nederlandse kampioenschappen indooratletiek 1996
De Nederlandse kampioenschappen indooratletiek 1996 werden op 24 en 25 februari in de Houtrusthallen in Den Haag gehouden.

## Uitslagen

### 60 m
| rang   | atleet                 | prestatie |
| ------ | ---------------------- | --------- |
| Goud   | Frank Perri            | 6,76 s    |
| Zilver | Dennis Tilburg         | 6,78 s    |
| Brons  | Regillio van der Vloot | 6,79 s    |

| rang   | atlete            | prestatie |
| ------ | ----------------- | --------- |
| Goud   | Mami Awuah Asante | 7,50 s    |
| Zilver | Angelique Smit    | 7,54 s    |
| Brons  | Claudia Elissen   | 7,59 s    |

### 200 m
| rang   | atleet             | prestatie |
| ------ | ------------------ | --------- |
| Goud   | Patrick van Balkom | 21,33 s   |
| Zilver | Patrick Snoek      | 21,58 s   |
| Brons  | Gordon Reiziger    | 22,01 s   |

| rang   | atlete            | prestatie |
| ------ | ----------------- | --------- |
| Goud   | Annemarie Kramer  | 24,06 s   |
| Zilver | Mami Awuah Asante | 24,20 s   |
| Brons  | Angelique Smit    | 24,27 s   |

### 400 m
| rang   | atleet       | prestatie |
| ------ | ------------ | --------- |
| Goud   | Eric Roeske  | 47,95 s   |
| Zilver | Miguel Lopes | 48,58 s   |
| Brons  | Julien Hagen | 48,98 s   |

| rang   | atlete            | prestatie |
| ------ | ----------------- | --------- |
| Goud   | Anoek van Diessen | 56,41 s   |
| Zilver | Jorien Kranendijk | 57,43 s   |
| Brons  | Annet den Hartog  | 57,56 s   |

### 800 m
| rang   | atleet                | prestatie |
| ------ | --------------------- | --------- |
| Goud   | Marc van Dijk         | 1.49,81   |
| Zilver | Sebastien Schletterer | 1.50,46   |
| Brons  | Jan Raaphorst         | 1.50,77   |

| rang   | atlete          | prestatie |
| ------ | --------------- | --------- |
| Goud   | Stella Jongmans | 2.04,16   |
| Zilver | Carine van Dorp | 2.07,45   |
| Brons  | Anjolie Wisse   | 2.09,72   |

### 1500 m
| rang   | atleet          | prestatie |
| ------ | --------------- | --------- |
| Goud   | Johan de Koning | 3.51,00   |
| Zilver | Cor Olieman     | 3.51,37   |
| Brons  | Joost la Lau    | 3.52,39   |

| rang   | atlete          | prestatie |
| ------ | --------------- | --------- |
| Goud   | Silvia Kruijer  | 4.18,51   |
| Zilver | Ineke Dieperink | 4.22,04   |
| Brons  | Elly van Hulst  | 4.25,29   |

### 3000 m
| rang   | atleet           | prestatie |
| ------ | ---------------- | --------- |
| Goud   | Gert-Jan Liefers | 8.07,19   |
| Zilver | Casper Vroemen   | 8.12,11   |
| Brons  | Michiel Otten    | 8.13,93   |

| rang   | atlete          | prestatie |
| ------ | --------------- | --------- |
| Goud   | Mieke Aanen     | 9.22,17   |
| Zilver | Elly van Hulst  | 9.28,85   |
| Brons  | Vivian Ruijters | 9.32,75   |

### 5000 m snelwandelen
| rang   | atleet            | prestatie |
| ------ | ----------------- | --------- |
| Goud   | Harold van Beek   | 21.43,66  |
| Zilver | Henk Plasman      | 22.31,83  |
| Brons  | Marcel van Gemert | 22.56,72  |

### 60 m horden
| rang   | atleet         | prestatie |
| ------ | -------------- | --------- |
| Goud   | James Sharpe   | 7,97 s    |
| Zilver | Marcel Roosen  | 8,08 s    |
| Brons  | Jack Rosendaal | 8,10 s    |

| rang   | atlete            | prestatie |
| ------ | ----------------- | --------- |
| Goud   | Sharon Jaklofsky  | 8,55 s    |
| Zilver | Anoek van Diessen | 8,73 s    |
| Brons  | Ilja Voltman      | 8,77 s    |

### hoogspringen
| rang   | atleet           | prestatie |
| ------ | ---------------- | --------- |
| Goud   | Björn Groen      | 2,19 m    |
| Zilver | Wilbert Pennings | 2,16 m    |
| Brons  | Bert Albers      | 2,05 m    |

| rang   | atlete              | prestatie |
| ------ | ------------------- | --------- |
| Goud   | Marloes Lammerts    | 1,81 m    |
| Zilver | Cindy Schuringa     | 1,78 m    |
| Zilver | Karlijn van Beurden | 1,78 m    |

### hink-stap-springen
| rang   | atleet            | prestatie |
| ------ | ----------------- | --------- |
| Goud   | Bas de Vos        | 15,71 m   |
| Zilver | Perry Vrisekoop   | 14,50 m   |
| Brons  | Maarten Smitskamp | 14,46 m   |

| rang   | atlete                | prestatie |
| ------ | --------------------- | --------- |
| Goud   | Annemarie Hendriks    | 12,48 m   |
| Zilver | Ingrid van Lingen     | 12,30 m   |
| Brons  | Pauline van der Roest | 12,13 m   |

### polsstokhoogspringen
| rang   | atleet             | prestatie |
| ------ | ------------------ | --------- |
| Goud   | Laurens Looije     | 5,50 m    |
| Zilver | Christian Tamminga | 5,45 m    |
| Brons  | Richel Keysers     | 5,00 m    |

| rang   | atlete             | prestatie |
| ------ | ------------------ | --------- |
| Goud   | Monique de Wilt    | 3,00 m    |
| Zilver | Martine van Rossum | 2,90 m    |
| Brons  | Sandra van de Geer | 2,80 m    |

### verspringen
| rang   | atleet            | prestatie |
| ------ | ----------------- | --------- |
| Goud   | Mark van der Worp | 7,64 m    |
| Zilver | Eric de Vos       | 7,55 m    |
| Brons  | Laurens Looije    | 7,38 m    |

| rang   | atlete                  | prestatie |
| ------ | ----------------------- | --------- |
| Goud   | Sharon Jaklofsky        | 6,42 m    |
| Zilver | Daniëlle van Varsseveld | 6,12 m    |
| Brons  | Deborah den Boer        | 6,12 m    |

### kogelstoten
| rang   | atleet          | prestatie |
| ------ | --------------- | --------- |
| Goud   | Stein Kuiper    | 16,89 m   |
| Zilver | Erwin Simpelaar | 15,81 m   |
| Brons  | Marcel Mahie    | 15,71 m   |

| rang   | atlete          | prestatie |
| ------ | --------------- | --------- |
| Goud   | Corrie de Bruin | 18,12 m   |
| Zilver | Lieja Koeman    | 16,55 m   |
| Brons  | Linda Tukkers   | 14,09 m   |

1969 · 
1970 · 
1971 · 
1972 · 
1973 · 
1974 · 
1975 · 
1976 · 
1977 · 
1978 · 
1979 ·
1980 · 
1981 · 
1982 · 
1983 · 
1984 · 
1985 · 
1986 · 
1987 · 
1988 · 
1989 · 
1990 · 
1991 · 
1992 · 
1993 · 
1994 · 
1995 · 
1996 · 
1997 · 
1998 · 
1999 · 
2000 · 
2001 · 
2002 · 
2003 · 
2004 · 
2005 · 
2006 · 
2007 · 
2008 · 
2009 · 
2010 · 
2011 · 
2012 · 
2013 · 
2014 ·
2015 ·
2016 ·
2017 ·
2018 ·
2019 · 
2020 · 
2021 · 
2022 · 
2023 · 
2024 · 
2025